# Хуммули (волость)
Ху́ммули (эст. Hummuli) — бывшая волость в Эстонии в составе уезда Валгамаа.

## Положение
Волость находится между двумя единственными городами уезда — Валга и Тырва. В южной части граничит с Латвией.
Площадь волости — 162,7 км², численность населения на 1 января 2006 года составляло 1060 человек.
Административный центр — посёлок Хуммули. Также на территории волости находятся 8 деревень: Айтсра, Аламыйза, Йети, Кулли, Пийри, Пуйде, Ранси и Соэ.
В волости расположено множество озёр: Вильгъярв, Виртсъярв, Кадастику, Кийсъярв, Кихуярв, Вальгъярв, Куулья, Лаанеметса, Лийвакезе, Линалеоярв, Лоозу, Нихуярв, Петаярв, Пикреярв, Рокси, Саудикъярв, Сооликсе, Талиярв, Удсу, Ярве и др.

## Достопримечательности
На территории волости находится мыза Хуммули (бывший Гуммельсгоф, или Гумолова мыза), у которой в июле 1702 года произошло сражение между русскими и шведскими войсками. В самом начале XIX века на мызе провёл детство будущий историк русского права профессор Дерптского университета Александр Магнус Фромгольд фон Рейц.